# Отт, Адольф
Адольф Герман Отт (нем. Adolf Hermann Ott; 29 декабря 1904, Вайдхаус, Германская империя — 10 октября 1973, Инцелль, ФРГ) — оберштурмбаннфюрер СС, командир зондеркоманды 7b, входившей в состав айнзацгруппы B и осуществлявшей массовые убийства в РСФСР и БССР.

## Биография
Адольф Отт родился 29 декабря 1904 года. С 1910 по 1922 год посещал народную школу в Линдау, потом реальное училище и коммерческое училище. До 1928 года был торговым представителем фирмы Kattun, Manufaktur Koschlin. Впоследствии работал в фирме Отто Бургера и в 1933/34 годах на фабрике по производству бочек.
1 сентября 1922 года вступил в НСДАП (билет № 2433), а в 1931 году был зачислен в ряды СС (№ 13294). С октября 1934 по октябрь 1935 года был начальником администрации Германского трудового фронта в Линдау. В то же время был окружным начальником нацистской организации «Сила через радость». С ноября 1934 года был начальником 1-й роты 29-го штандарта СС «Швабия». 1 октября 1935 года стал начальником отделения СД в Линдау. С 1 ноября 1936 по 15 сентября 1937 года был начальником секции СД в Мюнхене. До 31 декабря 1937 года был начальником штаба секции СД Ганновер-Брауншвейг. 1 января 1938 года стал начальником штаба секции СД «Северо-восток» в Кёнигсберге. С 15 марта по 15 июля 1939 был начальником отдела СД в айнзацкоманде Колин в составе айнзацгруппы I (Прага), действующей в Чехословакии. В Колине был начальником отделения СД и участвовал в акции «Решётка», в ходе которой были схвачены коммунисты, офицеры чехословацкой армии, интеллигенция, евреи. 15 июля 1939 года стал начальником секции СД в Нойштадт-ан-дер-Вайнштрасе. После оккупации Норвегии до октября 1940 года Отт служил в айнзацгруппе, которую возглавлял доктор Вальтер Шталекер. Отт был отправлен в айнзацкоманду 4 в Бергене и, вероятно, возглавлял там отдел III. Деятельность подразделения была сосредоточена главным образом на борьбе с «марксистской оппозицией».
15 февраля 1942 года в качестве преемника Гюнтера Рауша возглавил зондеркоманду 7b в составе айнзацгруппы B. После наступления группы армий «Б» подразделение продвинулось в район Россия-Центр южнее линии Брест-Минск-Смоленск-Москва и, наконец, достигла района Брянска и Орла . В Орле находился штаб команды. На процессе по делу об айнзацгруппах Отт отвечал за 80-100 массовых акциях зондеркоманды против гражданских лиц. Со времени службы Отта в зондеркоманде 7b сохранились так называемые «отчеты о событиях в СССР» за первые три месяца с февраля по апрель 1942 года. Вместе с показаниями свидетелей доказано, что члены зондеркоманды под руководством Отта в течение трех месяцев участвовали по меньшей мере в 180 убийствах, из которых около 30 были с использованием ядовитого газа. Например, в отчете о событиях № 194 от 21 апреля 1942 года говорится: «Айнзацгруппа B: в период с 6 по 30 марта 1942 года 82 человека были подвергнуты «специальному обращению» со стороны зондеркоманды 7b, среди них 19 за сотрудничество с партизанами, 22 за коммунистическую пропагандистскую деятельность и доказанное членство в коммунистической партии, 14 за подстрекательские заявления, 27 евреев». Из «отчетов о деятельности и ситуации» айнзацгруппы B следует, что с 1 по 15 сентября 1942 года особому обращению были подвергнуты «46 цыган, 3 коммуниста, 13 душевнобольных», в период с 15 ноября по 15 декабря 1942 «86 человек, включая 15 евреев, 2 партизан, 10 душевно больных и 59 других врагов государства». В мае 1942 года под Минском 200 евреев были убиты в газвагенах, принадлежащих зондеркомандам 7b, 8 и 9. В конце июня/начале июля 1942 года в 40 километров к югу Орла под руководством Отта были уничтожены 20 цыган. В августе 1942 в поместье Некрасовка под Орлом Отт расстрелял 5 цыган. В Орле Отт построил концентрационный лагерь, обнесённый колючей проволокой. Там содержались заключенные подозреваемые в связях с партизанами, использовавшихся для сельскохозяйственных работ. Отт выносил и подписывал смертные приговоры и часто лично присутствовал при расстрелах .
После войны предстал перед американским военным трибуналом, рассматривавшем дело айнзацгрупп и проходившем с 15 сентября 1947 по 10 апреля 1948 года. На процессе он оправдывал массовые убийства, заявив, что жертвы были партизанами и саботажниками. Отвечая на вопрос судьи Масманно, «что случилось с еврейскими заключёнными?» — Отт сказал: «В соответствии с приказом фюрера, все евреи были расстреляны». 10 апреля 1948 года был приговорён к смертной казни через повешение. Суд обосновал свое решение главным образом на его признании в расстреле «по меньшей мере 20 евреев». В 1951 году был помилован американским комиссаром в Германии Джоном Макклойем. 9 мая 1958 года был освобождён из Ландсбергской тюрьмы. После освобождения жил в городе Бад-Райхенхалль. затем переехал в Дортмунд. В 1966 году вновь жил с семьей в Бад-Райхенхалль.

## Награды
- Крест «За военные заслуги» 2-го класса с мечами[14]